# Kargów
Kargów è una località polacca nel voivodato della Santacroce. Il suo territorio è ricompreso in quello del comune e del distretto di Opatów.
È patria del beato Vincenzo Kadłubek.